# Colón salvadorenc

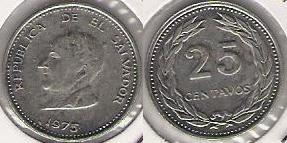
Moneda de 25 centaus de colón del 1975

El colón salvadorenc (en espanyol colón salvadoreño o, simplement, colón), anomenat així en honor de Cristòfor Colom, és l'antiga moneda del Salvador. Ha estat reemplaçada des del 2004 pel dòlar dels Estats Units. El codi ISO 4217 era SVC. Es dividia en 100 centaus (centavos).
Abans de l'adopció del dòlar, els bitllets en circulació eren d'1, 2, 5, 10, 25, 50, 100 i 200 colones.
Es va establir com a moneda nacional el 1892, en substitució del peso. Des de l'1 de gener del 2001, amb l'entrada en vigor de la Llei d'Integració Monetària, coexistia amb el dòlar dels Estats Units (USD) com a moneda de curs legal, amb el qual tenia un tipus de canvi fix establert en 1 USD = 8.75 SVC. L'any 2004, amb la dolarització total de l'economia, el colón va deixar de circular completament i ja no es fa servir per a cap mena de transacció.